# Тетерештій-де-Кріш
Тетерештій-де-Кріш (рум. Tătărăștii de Criș) — село у повіті Хунедоара в Румунії. Входить до складу комуни Ваца-де-Жос.
Село розташоване на відстані 333 км на північний захід від Бухареста, 39 км на північний захід від Деви, 101 км на південний захід від Клуж-Напоки, 116 км на північний схід від Тімішоари.

## Населення
За даними перепису населення 2002 року у селі проживали 154 особи, з них 153 особи (99,4%) румунів. Рідною мовою 153 особи (99,4%) назвали румунську.